# Kitajščina
Kitajščina (poenostavljeno kitajsko: 汉语; tradicionalno kitajsko: 漢語; pinjin: Hànyǔ; poenostavljeno kitajsko: 华语; tradicionalno kitajsko: 華語; pinjin: Huáyǔ; oz. pinjin: Zhōngwén) je jezik oz. jezikovna družina, ki je del sinotibetanskih jezikov.
Zaradi števila govorcev kitajščina (kot enotni jezik) velja za najbolj razširjen materni jezik po številu govorcev, saj ga govori več kot 1,3 milijarde ljudi, kar je več kot petina celotnega prebivalstva Zemlje.
Sam jezik oz. jezikovna družina se nadalje deli na 6 do 12 narečij oz. jezikov, med katerimi so najbolj razširjene: mandarinščina (okoli 800 milijonov), wu (okoli 90 milijonov) in kantonščina (okoli 80 milijonov govorcev).

## Značilnosti jezika
Kitajščina je izrazito zlogovni jezik. Tipična kitajska beseda je enozložna in nepregibna (tj. se ne sklanja niti ne sprega). Večzložne besede so sestavljene iz enozložnic, npr.: 
kitajsko: 自来水笔 zilaishui bi = nalivnik (dobesedno: sama-pride-tekočina pisalo). 
Kitajski zlog ima zelo natančno določeno zgradbo: 
- zlog se začne s soglasnikom (v nekaterih primerih lahko začetni soglasnik tudi manjka)
- zlog se konča s samoglasnikom, diftongom (dvojnim samoglasnikom) ali triftongom (trojnim samoglasnikom), lahko pa sledi še končni n ali ng
- poleg tega obstaja še poseben zloga er (oziroma tudi ar)

Ker so kitajske besede nepregibne, je vrstni red besed v stavku tisti, ki odloča o pomenu. Praviloma je na začetku stavka osebek, sledi povedek in na koncu je predmet, npr.: 
kitajsko: 我喝茶。 Wo he cha. = Jaz pijem čaj.
Pri navajanju oseb je vedno na prvem mestu priimek, nato pa ime ali naziv:
kitajsko: 毛泽东 Mao Zedong = oseba s priimkom Mao in imenom Zedong
kitajsko: 毛同志 Mao tongzhi = tovariš Mao (dobesedno: Mao tovariš)

### Osebni zaimki
- kitajsko: 我 = jaz
  - mandarinsko: wǒ /uɔ˨˩˦/
  - kantonsko: ngo5 /ŋɔː˩˧/
- kitajsko: 你 = ti
  - mandarinsko: nǐ /ni˨˩˦/
  - kantonsko: nei5 /nei˩˧/
- kitajsko: 他 = on
  - mandarinsko: tā /tʰa˥/
  - kantonsko: taa1 /tʰaː˥/
- kitajsko: 她 = ona
  - mandarinsko: tā /tʰa˥/
  - kantonsko: taa1 /tʰaː˥/

Vljudnostna oblika: kitajsko: 您 nin = vi (vikanje)
Množino tvorimo s končnico kitajsko: 们 men:
kitajsko: 我们 women = mi, kitajsko: 你们 nimen =vi, kitajsko: 他们 tamen = oni, kitajsko: 她们 tamen =one
Poudariti velja, da končnica kitajsko: 们 men pomeni množino samo pri zaimkih. Pri samostalnikih je treba število razbrati iz konteksta, npr.:
kitajsko: 我是学生。 Wo shi xuesheng. =Jaz sem učenec.
kitajsko: 我们是学生。 Women shi xuesheng. =Mi smo učenci.

### Vprašalnice
Najpomembnejša vprašalna zaimka sta: kitajsko: 谁 shui =kdo in kitajsko: 什么 shenme = kaj. Po celotnem stavku se vprašamo z vprašalnico kitajsko: 吗 ma =ali. Vprašalnice ne spremenijo vrstnega reda besed v stavku:
kitajsko: 这是什么？ Zhe shi shenme? = Kaj je to? (dobesedno: To je kaj?)
kitajsko: 这是铅笔。 Zhe shi qianbi. = To je svinčnik.
kitajsko: 你喝茶。 Ni he cha. = Ti piješ čaj.
kitajsko: 谁喝茶？ Shui he cha? = Kdo pije čaj?
kitajsko: 你喝什么？ Ni he shenme? = Kaj piješ? (dobesdno: Ti piješ kaj?)
kitajsko: 你喝茶吗？ Ni he cha ma? = Ali piješ čaj? (dobesedno: Ti piješ čaj ali?)

### Svojilni zaimki
Svojilne zaimke tvorimo s končnico kitajsko: 的 de:
kitajsko: 我的 wode = moj, kitajsko: 你的 nide = tvoj, kitajsko: 他的 tade = njegov, kitajsko: 她的 tade = njen
kitajsko: 谁的 shuide = čigav
Zgled: 
kitajsko: 这是谁的书？ Zhe shi shuide shu? = Čigava knjiga je to? (dobesedno: To je čigava knjiga?)
kitajsko: 这是我的书。 Zhe shi wode shu. = To je moja knjiga.

### Vsakdanji izrazi
kitajsko: 你好！ Ni hao! = Dober dan. (dobesedno: Tebi dobro.)
kitajsko: 再见！Zai jian! = Nasvidenje.
kitajsko: 新年好！ Xin nian hao! = Srečno novo leto. (dobesedno: Novo leto dobro.)
kitajsko: 谢谢！ Xiexie! = Hvala.

## Tujke
V novejšem času je kitajščina sprejela tudi nekaj tujih besed. Pri tem Kitajci tujo besedo najprej razdelijo na zloge, potem pa za vsak zlog poskušajo najti kitajsko besedo s čim podobnejšo izgovorjavo. Na enak način obravnavajo tudi tuja osebna in krajevna imena.
Zgledi:
[[:zh:咖啡|kitajsko: 咖啡]] ka fei = kava
[[:zh:斯洛文尼亚|kitajsko: 斯洛文尼亚]] Si luo wen ni ya = Slovenija
[[:zh:斯洛伐克|kitajsko: 斯洛伐克]] Si luo fa ke = Slovaška
[[:zh:亚内兹·扬沙|kitajsko: 亚内兹·扬沙]] Ya nei si Yang sha= Janez Janša
Za lažjo razumljivost Kitajci pogosto dodajajo še kakšen zlog, ki dodatno opisuje pomen besede, npr.
[[:zh:芭蕾舞|kitajsko: 芭蕾舞]] ba lei wu = balet (prva dva simbola posnemata francosko izgovorjavo ba-lei, zlog wu pa je kitajski izraz za ples)
[[:zh:德国|kitajsko: 德国]] De guo = Nemčija (zlog De izhaja iz originalnega imena Deutschland, zlog guo pa je kitajski izraz za državo)